# Aralia henryi
Aralia henryi är en araliaväxtart som beskrevs av Hermann Harms. Aralia henryi ingår i släktet Aralia och familjen Araliaceae. Inga underarter finns listade.